# Адамовец
Адамовец је насеље у саставу Града Загреба. Налази се у четврти Сесвете. До територијалне реорганизације у Хрватској налазио се у саставу старе загребачке приградске општине Сесвете.

## Становништво
На попису становништва 2011. године, Адамовец је имао 975 становника.

## Попис1991.
На попису становништва 1991. године, насељено место Адамовец је имало 968 становника, следећег националног састава:
| Попис 1991.‍  | Попис 1991.‍  | Попис 1991.‍ | Попис 1991.‍ | Попис 1991.‍ |
| ------------ | ------------ | ----------- | ----------- | ----------- |
|              |              |             |             |             |
| Хрвати       | Хрвати       |             | 953         | 98,45%      |
| Словенци     | Словенци     |             | 1           | 0,10%       |
| Срби         | Срби         |             | 1           | 0,10%       |
| остали       | остали       |             | 1           | 0,10%       |
| неопредељени | неопредељени |             | 4           | 0,41%       |
| непознато    | непознато    |             | 8           | 0,82%       |
| укупно: 968  |              |             |             |             |